# Chemin de fer de la forêt d'Alishan

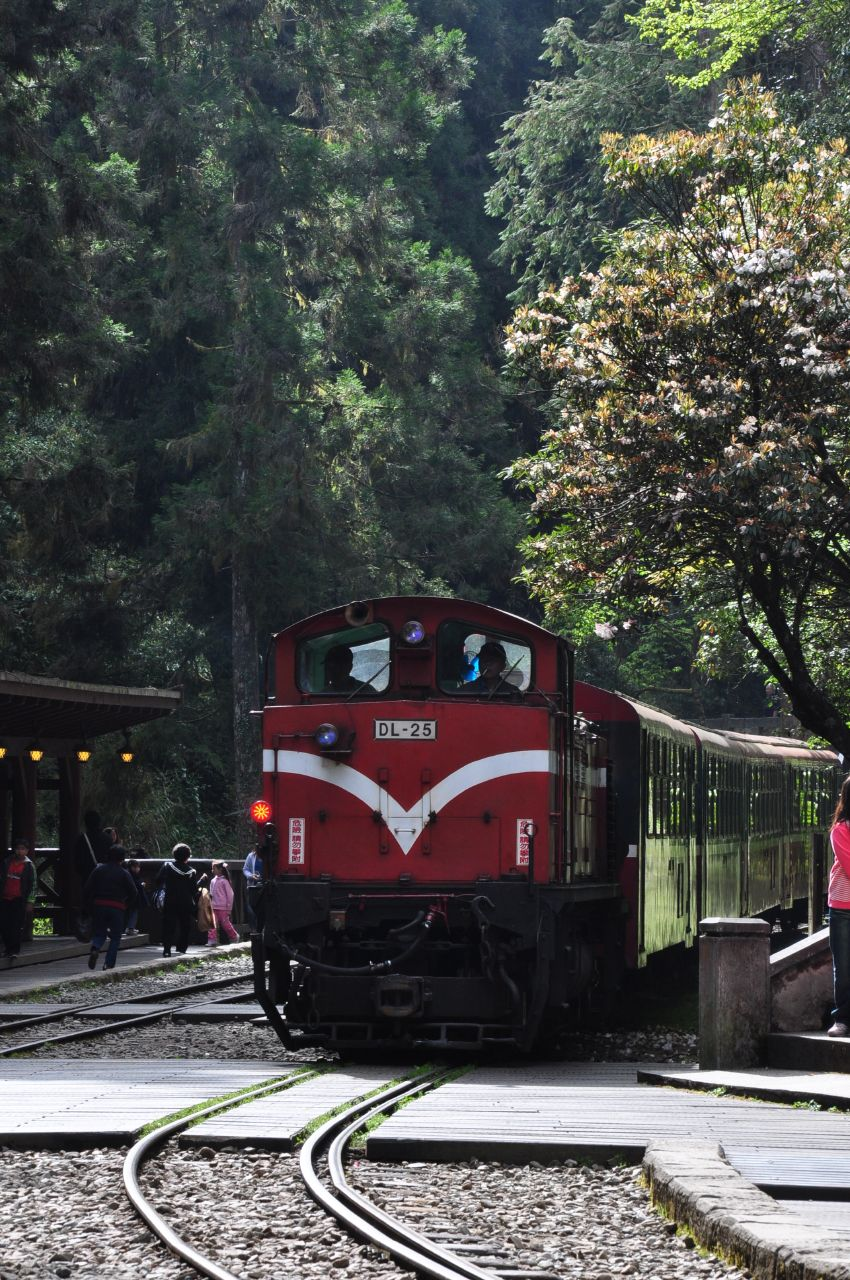
Vue de la ligne.

Le chemin de fer de la forêt d'Alishan (chinois : 阿里山森林鐵路 ; pinyin : Ālǐshān Sēnlín Tiělù) est un réseau de 86 km des chemins de fer à voie étroite (762 mm) dont le départ est la ville de Chiayi et qui aboutit à la station de montagne d'Alishan (en) dans le comté de Chiayi, à Taïwan.
La ligne de chemin de fer, construite à l'origine pour l'exploitation forestière, est une attraction touristique grâce à ses lacets en forme de « Z », ses cinquante tunnels et plus de 77 ponts en bois.

## Histoire
Les lignes à voie étroite ont été construites par le gouvernement colonial japonais en 1912 pour faciliter l'exploitation du bois de cyprès et de taiwania. Des voitures de voyageurs ont été ajoutées pour la première fois aux trains en 1918. 
La première force motrice était une locomotive Shay achetée d'occasion au Kiso Forest Railway (en) au Japon. Finalement, le chemin de fer a acquis vingt locomotives Shay.
Plus tard, des autorail diesel ont complété le parc de locomotives à vapeur sur les services de passagers. 
Dans les années 1980, dix locomotives Diesel-hydrauliques construites par Hitachi ont été livrées et ont remplacé les autorails et les locomotives à vapeur restants.

### Depuis 1945
L'achèvement de la route Alishan en 1982 a conduit à la perte de nombreux passagers au profit des bus plus rapides et moins chers et le rail est devenu principalement une attraction touristique.   
Afin de stimuler davantage le tourisme dans la région, le 5 décembre 2018, le chemin de fer forestier d'Alishan a lancé un partenariat de « chemin de fer jumeau » avec le chemin de fer Čierny Hron en Slovaquie, permettant au chemin de fer forestier d'Alishan d'entretenir de telles relations avec neuf autres entreprises sur cinq différents pays.

## Accidents
Les accidents sur la ligne ont fait un certain nombre de morts au fil des ans : 
- le 24 avril 1981, l'effondrement d'un tunnel cause la mort de neuf personnes et fait treize blessés ;
- le 1er mars 2003, 17 personnes sont tuées et 156 blessées lorsqu'un train déraille près de la gare d'Alishan[4] ;
- le 27 avril 2011, cinq touristes, dont trois de Chine continentale, sont tués et 113 personnes blessées dans un déraillement[5].

## Interruptions de trafic
Les services ont été interrompus à plusieurs reprises notamment en raison de dommages causés par des glissements de terrain : 
- La ligne principale de Chiayi à Alishan a été partiellement fermée depuis 2009 en raison des dommages causés par les glissements de terrain lors du typhon Morakot en 2009 et du typhon Dujuan en 2015. La ligne est en cours de réparation et devrait être complètement ouverte en 2023[6].
- En août 2015, la section Chiayi-Fenqihu est brièvement fermée en raison des dommages causés par le typhon Soudelor[7].

## Gestion et exploitation
Le chemin de fer a été privatisé grâce à une build–operate–transfer (BOT, littéralement : construction-exploitation-transfert) en juin 2008 et entretenu par la Hungtu Alishan International Development Corporation. 
Le 1er mai 2013, la gestion du chemin de fer a été reprise par l'administration des chemins de fer de Taiwan.
Le 1er juillet 2018, le chemin de fer a été repris par le nouveau chemin de fer forestier d'Alishan et le Bureau du patrimoine culturel du Bureau des forêts.
L'exploitation fonctionne actuellement à l'aide de locomotives Diesel, bien qu'il y ait parfois des trains spéciaux utilisant les anciennes locomotives à vapeur Shay.